# Descubrimiento de petróleo en Neuquén

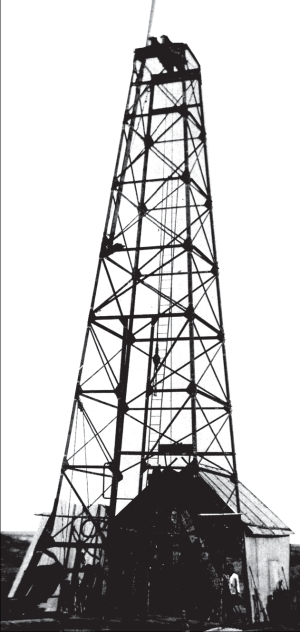
Equipo de perforación de la época del descubrimiento

Descubrimiento de petróleo en Neuquén, el 29 de octubre de 1918 el equipo "Patria", dirigido por el ingeniero Enrique Cánepa,  descubrió petróleo a 605 m de profundidad, en el lugar indicado por el geólogo alemán Juan Keidel tres años antes. Posteriormente se denominó al lugar como Plaza Huincul, localidad que forma parte de la provincia del Neuquén, República Argentina.

## Historia
La Dirección General de Minas, Geología e Hidrología de la Nación Argentina habían comisionado la exploración al geólogo alemán Juan Keidel, quien dejó las indicaciones para que se hicieran los trabajos necesarios para encontrar petróleo, sus indicaciones estaban dadas referenciando las vías del ferrocarril General Roca que partiendo de Buenos Aires llegaban a Zapala como destino final (llamándose a esto punta de rieles). Tomando al km 0 en Buenos Aires como punto de partida hacia el sur de la República, indicó que en el km 1.297 y a 1.100 m al norte y en lo alto de un morro se debían hacer los trabajos, allí se instaló el equipo de perforación denominado "Patria", que había llegado de Europa para realizar los trabajos de perforación, el personal que se empleó en estas tareas fueron los presos de la cárcel de Neuquén.
El gobierno nacional enterado de la noticia del hallazgo marco un área de reserva de 8.000 ha, llamadas el Octógono Fiscal. Al pozo del descubrimiento se lo llamó Pozo 1.